# Elizabeth Panzer
Elizabeth Panzer is een Amerikaanse jazzharpiste en componiste van de avant-gardejazz en de improvisatiemuziek.

## Biografie
Elizabeth Panzer studeerde aan de New Yorkse Manhattan School of Music en is harpiste bij de Bridgeport Symphony. Ze nam met haar ensemble van de nieuwe muziek nummers op als Speculum Musicae, North/South Consonance en het New Music Consort. Bovendien werkte ze met jazzmuzikanten als Reggie Workman (Cerebral Caverns), Butch Morris en haar eigen trio Talking Harp. Ze is bovendien mede-oprichter van de avant-gardeband Dadadah. Verder werkte ze in 1989 mee bij het album Music for the Millennium. Ze is ook te horen op het album Music for Films (1998) van Philip Johnston.
Enkele van haar composities voor soloharp werden uitgebracht op haar album Dancing In Place. Ze kreeg compositie-opdrachten van organisaties als Meet the Composer en het New York State Council of the Arts. Panzer werd volgens haarzelf beïnvloed door Butch Morris, Reggie Workman, Gerry Hemingway, Anne LeBaron, LaDonna Smith, Anthony Braxton en Nils Vigeland.
- Gemeinsame Normdatei: 134780167
- International Standard Name Identifier: 0000 0000 4147 9434
- Library of Congress Control Number: no99020810
- Virtual International Authority File: 53781208
- WorldCat: E39PBJhRHBpJyhBRqqT77DMpT3